# Kick Buttowski: Durfal met lef
Kick Buttowski: Durfal met lef (oorspronkelijke Engelse titel Kick Buttowski: Suburban Daredevil, ook vaak afgekort tot Kick Buttowski) is een Amerikaanse animatieserie van Disney XD. De serie is bedacht door Sandro Corsaro. Het is de vierde originele serie van Disney XD (geproduceerd door Disney XD zelf in plaats van een andere studio), en de eerste originele animatieserie.
De serie wordt in de Verenigde Staten sinds 13 februari 2010 uitgezonden. In Nederland is de serie sinds 18 april 2010 te zien.

## Verhaal
De serie draait om het gelijknamige personage, een Amerikaanse jongen die in een saaie stad woont en ervan droomt om wereldberoemde stuntman te worden. Hij oefent vaak samen met zijn vriend Gunther Magnuson. Zijn vader en moeder zijn zelden thuis en zien dus nooit iets van Kicks stunts, maar zijn grote broer Brad wel.

## Creatie
Veel personages en situaties uit de serie zijn grotendeels gebaseerd op Corsaro’s eigen jeugd in Stoneham, Massachusetts. De serie droeg tot 2009 de werktitel Francis Little. Ook werd de naam Kid Knievel voorgesteld als naam voor de serie totdat definitief werd gekozen voor Kick Buttowski.
De pilotaflevering werd geschreven en ontwikkeld door Devin Bunje en Nick Stanton. Zij verlieten na de pilot de serie om te gaan werken aan Zeke and Luther.
De serie werd goed ontvangen door kijkers. In Amerika werden de laatste afleveringen van seizoen 1 beter bekeken dan Phineas and Ferb, dat lange tijd de best bekeken animatieserie was. Er wordt gewerkt aan een tweede seizoen.

## Personages
- Clarence Francis “Kick” Buttowski: de hoofdpersoon. Hij is 13 jaar oud, klein van stuk, gezet, en gaat altijd gekleed in een witte overall met rode strepen en een helm. Zijn primaire doel in het leven is elke dag beleven als ware het een stuntfilm. Hij gaat dan ook geen kans uit de weg om gevaarlijke stunts uit te halen. Als er een stunt mis gaat zegt hij "oh beschuitjes". Het stuntmanpak dat hij dagelijks draagt bestaat uit een witte helm met een rode streep en twee blauwe sterren erop, een wit pak met rode strepen (zoals Evel Knievel), een witte broek en zwarte schoenen. Zijn aartsvijand is zijn grote broer Brad Buttowski.
- Gunther Magnuson: Gunther is Kicks onvoorwaardelijke maatje. Hij is juist absoluut geen waaghals en kiest veiligheid voor alles. Kick zou het angstzweet van zijn levensgevaarlijke acties nooit ruiken zonder zijn stunt-coach, proefkonijn en vriend. Hij is 12 jaar oud.
- Bradley "Brad" Buttowski: Brad is de puisterige pestbroer van Kick. Hij heeft geen oog voor zijn hygiëne, die ook zeer slecht is. Hij speelt graag de baas over Kick. Hij wil hoe dan ook zijn kleine broertje treiteren en terroriseren. Zijn doel is om Kick te martelen, maar hij is altijd aardig als zijn vader en moeder in de buurt zijn. Brad heeft zwart haar, een zwart T-shirt en een bruine broek. Hij is 15 jaar oud en erg gewelddadig. Hij noemt Kick vaak "dombo" (in de Engelse versie dillweed).
- Brianna Buttowski: Brianna is een halve kop groter, maar toch het "kleine" zusje van Kick. Ze doet vaak mee aan schoonheidswedstrijden. Ze is 7 jaar oud en denkt dat ze erg schattig is, maar als men haar beter leert kennen is ze erg ondeugend.
- Harold en Honey Buttowski: Kicks ouders. Ze zijn maar zelden thuis waardoor ze niet veel van Kicks stunts zien.
- Wade: de medewerker van een benzinestation. Hij is een goede vriend van Kick. Hij is 23 jaar oud en woont nog bij zijn moeder. Hij speelt vaak met zijn (overdreven) coole auto.
- Billy Stumps: een waaghals en Kicks idool. Hij mist een onderarm.
- Mr. Vickle: de buurman van Kick.
- Kendall: Ze is een erge vijand van Kick, maar stiekem vinden ze elkaar heel leuk, dat is goed te zien in de aflevering 'Hand in hand'.
- Jackie: Een 10-jarig meisje dat tot haar oren verliefd is op Kick. Ze doet vaak domme dingen en vraagt de aandacht van Kick. Kick en Gunther noemen haar vaak "Gekke Jackie".

## Stemmen
| Personage        | Originele stemacteur | Nederlandse stemacteur |
| ---------------- | -------------------- | ---------------------- |
| Kick             | Charlie Schlatter    | Huub Dikstaal          |
| Gunther          | Matt L. Jones        | Jop Joris              |
| Brianna          | Grey DeLisle         | Roos van der Waerden   |
| Brad             | Danny Cooksey        | Hein Gerrits           |
| Mr. Vickle       | John DiMaggio        | Victor van Swaay       |
| Wade             | Eric Christian Olsen | Daan Loenen            |
| Harold Buttowski | Brian Stepanek       | Wiebe Pier Cnossen     |
| Honey Buttowski  | Kari Wahlgren        | Manon Ros              |
| Billy Stumps     | Jeff Bennett         | Frans Limburg          |
| Magnus           | Clancy Brown         | Stan Limburg           |
| Helga            | April Winchell       | Ingeborg Wieten        |
| Glenn            | Brian Doyle-Murray   | Timo Bakker            |
| Kendall          | Emily Osment         | Anneke Beukman         |
| Jackie           | Maria Bamford        | Daphne Groot           |
| Penelope         | Jessica DiCicco      | Kim-Lian van der Meij  |
| Ronaldo          | Simon Helberg        | Stephan Holwerda       |
| Gordon Gibble    | Will Forte           | Ewout Eggink           |

De Nederlandse vertaling is geproduceerd door SDI Media Netherlands, geregisseerd door Beatrijs Sluijter en vertaald door Stefan Thijs.